# Ocotenco, Hidalgo
Ocotenco är en ort i Mexiko.   Den ligger i kommunen Acaxochitlán och delstaten Hidalgo, i den sydöstra delen av landet, 130 km nordost om huvudstaden Mexico City. Ocotenco ligger 2 189 meter över havet och antalet invånare är 185.
Terrängen runt Ocotenco är varierad. Runt Ocotenco är det ganska tätbefolkat, med 239 invånare per kvadratkilometer. Närmaste större samhälle är Huauchinango, 15,2 km öster om Ocotenco. I omgivningarna runt Ocotenco växer i huvudsak blandskog.